# Playa La Virgen
Playa La Virgen Chile. Se encuentra a 70 km de Copiapó y a 7 km al sur de Puerto Viejo.
Posee aguas de color azul turquesa, arenas blancas y finas, limpieza y escaso oleaje y la llaman la playa abierta por sus brisas y olor a mariscos , lo que la convierte en una de las playas más atractivas de Chile, por su parecido con las playas caribeñas.

## Transporte
El acceso a la playa es complicado por la mala calidad del camino, tipo bischofita.
Para llegar a ella desde el norte tome el camino costero C - 302 de 35 kilómetros que comienza en Bahía Inglesa y va hacia Puerto Viejo. Desde el sur, tome la ruta 5 luego de cruzar Copiapó y avance 30 kilómetros hacia la costa por el camino a Puerto Viejo.

## Toponimia
Su nombre se debe a que camino a la playa existe una roca que de manera natural simula la imagen de una Virgen.

## Controversias
De acuerdo a la legislación chilena vigente, las playas son bienes nacionales de uso público. Sin perjuicio de ello, los predios contiguos a una playa son susceptibles de apropiación privada. En el caso de playa La Virgen, esta ha sido explotada económicamente por una entidad privada que participa de forma minoritaria en una comunidad, la cual es la legítima propietaria de los bienes raíces aledaños a la playa en cuestión, y en los que se emplazan las instalaciones del Complejo Turístico Playa La Virgen. Debido a la falta de autorización y oposición del resto de los comuneros para la explotación de este sector, se interpuso demanda civil en contra de la administradora del complejo turístico, la cual fue acogida por la Corte Suprema de Chile en 2012. Como consecuencia inmediata de ello, la Ilustre Municipalidad de Caldera canceló la totalidad de las patentes municipales con que contaba el Complejo Turístico Playa La Virgen, por lo que en la actualidad se encuentra oficialmente clausurado.
Sumado a lo anterior, se detectaron una serie de irregularidades en la construcción de parte del complejo: concretamente, la falta de permisos de edificación. Por esta razón, el municipio de Caldera dictó una orden de demolición en 2014.